# 10932 Rebentrost
10932 Rebentrost este un asteroid din centura principală de asteroizi.

## Descriere
10932 Rebentrost este un asteroid din centura principală de asteroizi. A fost descoperit pe 18 februarie 1998 la Drebach de Gerhard Lehmann. Asteroidul prezintă o orbită caracterizată de o semiaxă mare de 2,43 ua, o excentricitate de 0,16 și o înclinație de 12,7° în raport cu ecliptica.